# José Calvo Sotelo

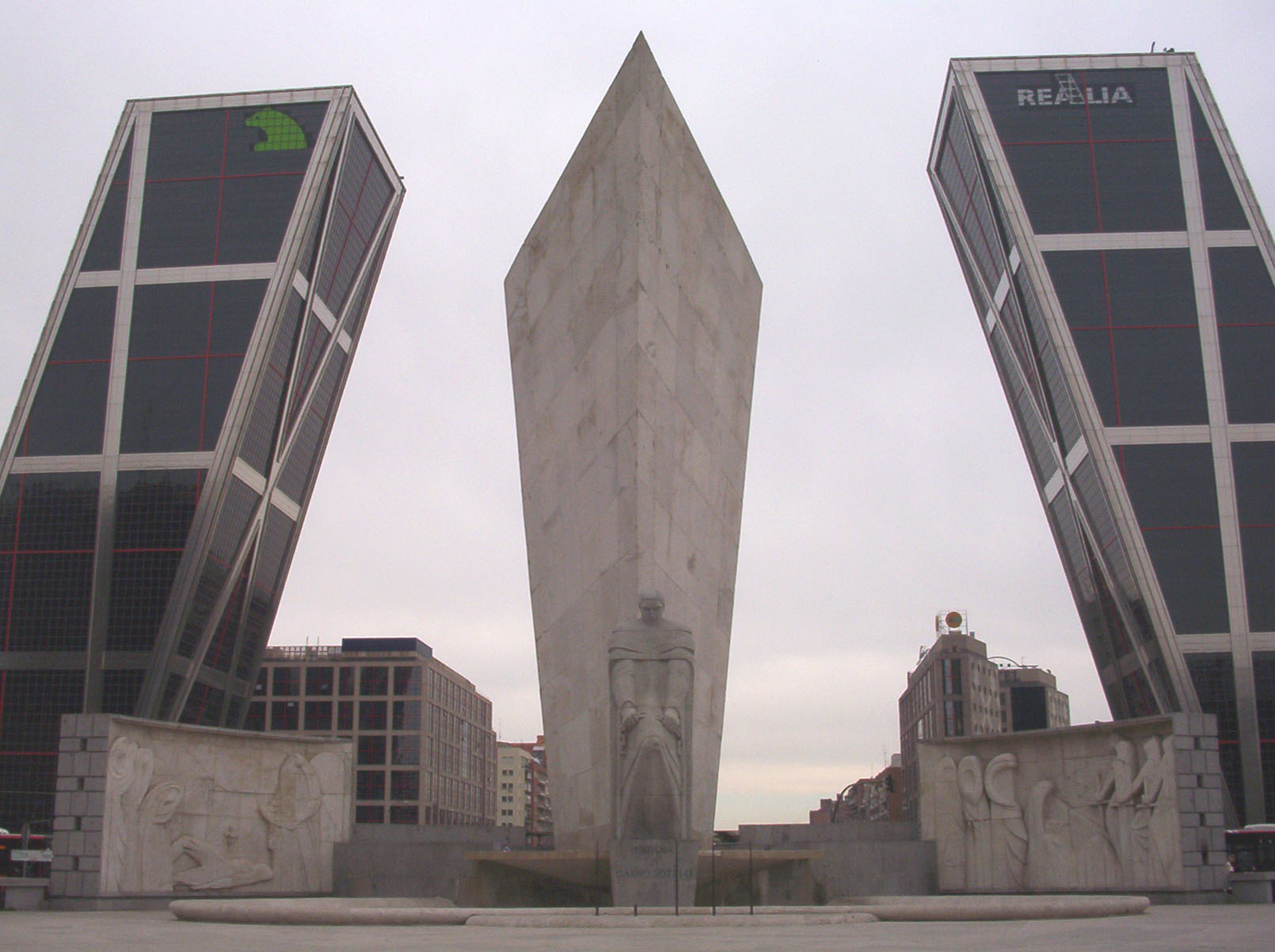
Pomnik Sotela w Madrycie

José Calvo y Sotelo (ur. 6 maja 1893 w Tui, zm. 13 lipca 1936 w Madrycie) – przywódca hiszpańskiej prawicowej opozycji parlamentarnej w 1936. Z wykształcenia ekonomista i doktor praw, był sekretarzem Akademii Nauk Moralnych i Politycznych madryckiego Ateneo; w 1917 został profesorem nadzwyczajnym Uniwersytetu Centralnego.
W rządzie Miguela Primo de Rivery był cenionym ministrem finansów jednak w 1930 r. zrezygnował przez kryzys, który nie pozwolił na realizację założeń jego polityki gospodarczej.
Za udział w spisku przeciwko władzom II Republiki (tzw. Sanjurjadzie) został wygnany powrócił w 1934. Po powrocie stał się jednym z liderów środowiska narodowo-monarchistycznej Akcji Hiszpańskiej (Acción Española). W 1933 r. stał się liderem monarchistów popierających powrót na tron Alfonsa XIII (tzw. Alfonsistów) i założył partię Renovación Española, która współpracowała z prawicową koalicją CEDA.
12 lipca José Castillo, porucznik Gwardii Szturmowej (Guardias de asalto) i członek Partii Socjalistycznej, został zamordowany przez skrajnie prawicową bojówkę Falangi w Madrycie. Dzień później, w nocy z 12 na 13 lipca, Calvo Sotelo został uprowadzony z domu przez grupę policjantów Gwardii Szturmowej i lewicowych bojówkarzy, którymi dowodził kapitan Gwardii Cywilnej (Guardia Civil) Fernando Condés, przy braku reakcji przydzielonej ochrony policyjnej. Sotelo został zamordowany strzałem w tył głowy. Jego śmierć była zapalnikiem wybuchu hiszpańskiej wojny domowej. Prawicowi generałowie w obliczu zabójstwa jednego z liderów narodowo-monarchistycznej opozycji przez rząd II Republiki Hiszpańskiej postanowili wzniecić przeciwko jej władzy powstanie.
Pochowany na cmentarzu Almudena.